# Хераклеон
Вижте пояснителната страница за други личности с името Хераклеон.
Хераклеон (на гръцки: Ηρακλέων; на латински: Herakleon) е съветник и убиец на Антиох VIII Грюпос, владетелят от династията на Селевкидите в Сирия и управлява след това самостоятелно няколко години.
Той произлиза от Бероя (Berrhoia вероятно от Алепо). Той е висш офицер и се грижи за дисциплината на войниците. Той става министър на Антиох VIII.
През 96 пр.н.е. Хераклеон убива цар Антиох VIII в Коилесирия и управлява след това няколко години в Северна Сирия. От 88 пр.н.е. там управлява Стратон.